# Odontodiplosis jonesi
Odontodiplosis jonesi är en tvåvingeart som beskrevs av Nayar 1949. Odontodiplosis jonesi ingår i släktet Odontodiplosis och familjen gallmyggor. Inga underarter finns listade i Catalogue of Life.